# Something Good – Negro Kiss
Something Good – Negro Kiss ist ein 1898 entstandener Kurzfilm, der 2018 in das National Film Registry aufgenommen wurde. Er entstand nur wenige Jahre nach dem ersten Filmkuss überhaupt. Er ist das wahrscheinlich erste Filmdokument mit einem sich küssenden afroamerikanischen Leinwandpaar und zeichnet sich dadurch aus, dass er von der vorherrschenden und rein stereotypen Darstellung rassistischer Karikaturen in der Populärkultur zu der Zeit, in welcher der Film entstand, abweicht.

## Handlung und Produktion
In der 29 Sekunden dauernden Handlung tauscht ein gut gekleidetes afroamerikanisches Paar mehrere Küsse aus. Zwischen den Küssen halten und schwingen sie die Hände des anderen und lachen zusammen. Die „Chemie zwischen den Schauspielern“ wurde als „spürbar“ beschrieben, und es werde „ein unverwechselbares Gefühl von Natürlichkeit, Freude und Spaß“ vermittelt.
Bei seiner Veröffentlichung wurde er wahrscheinlich zusammen mit anderen Kurzfilmen als komische Vignette präsentiert und war an den Film The Kiss von 1896 angelehnt. In Something Good spielten die Entertainer Saint Suttle und Gertie Brown die Hauptrollen. Suttle war ein Theaterkomponist und Brown eine Vaudeville-Darstellerin. Die beiden traten auch als Tanzpartner auf. Sie waren Teil einer Gruppe, die als Rag-time Four bekannt war und Variationen des Gesellschaftstanzes Cakewalk präsentierte. Möglicherweise waren sie im Filmstudio, um eine Cakewalk-Tanzvignette aufzuführen.
Der Film wurde von Regisseur und Produzent William Nicholas Selig in Chicago hergestellt, einem der Pioniere des amerikanischen Kinos, der auch Erfahrung mit der Inszenierung von Minstrel Shows hatte. Er benutzte seine eigene Version des Lumière-Kinematographen, um Something Good zu drehen. Selig vertrieb den Film seiner Gesellschaft Selig Polyscope über den Vertriebskatalog von Sears, Roebuck and Company.

## Wiederentdeckung und Restaurierung
Das Filmnegativ von Something Good wurde 2017 von Dino Everett, einem Archivar der University of Southern California, bei einem Nachlassverkauf in Louisiana wiederentdeckt. Nach der Durchsicht der technischen Details des Films, der Kataloge und des Verkaufsmaterials waren Wissenschaftler der University of Southern California und der University of Chicago in der Lage, die Produktionsgeschichte des Films zu ermitteln. Das Hugh M. Hefner Moving Image Archive beansprucht das Urheberrecht an der restaurierten Fassung des Films, die auf der Videoplattform Vimeo veröffentlicht wurde. Im Februar 2021 wurde eine neue Version des Films vorgestellt, die in den Sammlungen der Norwegischen Nationalbibliothek entdeckt worden war. Sie unterscheidet sich von der ersten Version dadurch, dass sie 48 Sekunden lang ist und die Schauspieler aus größerer Entfernung gefilmt werden.
Eirik Frisvold Hanssen, Leiter der Filmabteilung der Nationalbibliothek, kommentierte den Fund mit den Worten:

„Es ist komplexer und enthält ein längeres Vorspiel vor den Küssen mit Werbung, Ablehnung und Verhandlung.“